# William Murdoch
William Murdoch, někdy také Murdock (21. srpna 1754 Bello Mill Cottage, Lugar ve skotském hrabství Ayrshire - 15. listopadu 1839 Handsworth u Birminghamu) byl skotský inženýr a vynálezce v rané průmyslové fázi Velké Británie. Jako student a pomocník Jamese Watta vymyslel řadu důležitých aplikací pro parní stroj, jako je lokomobila (1784) a další vývoj kolesového parníku. Parní stroj také v několika směrech zdokonalil a učinil i objevy v oblasti chemie. Zvláštní slávu získal vynálezem městského plynového osvětlení využívajícího svítiplyn (1792).